# Nahuel Guzmán
Nahuel Ignacio Guzmán (Rosario, 10 febbraio 1986) è un calciatore argentino, portiere del Tigres.
È soprannominato "el primo".

## Carriera

### Club
Il 27 febbraio 2020, nella partita di ritorno dei quarti di finale della CONCACAF Champions League, segna di testa al 94' su azione di calcio di punizione la rete che permette alla sua squadra di vincere la partita per 4-2 e di passare il turno ai danni dell'Alianza vincenti all'andata per 2-1.

### Nazionale
Viene convocato per la Copa América Centenario negli Stati Uniti. Partecipa ai Mondiali di Russia in sostituzione dell'infortunato Sergio Romero.

## Statistiche

### Cronologie presenze e reti in nazionale
| Cronologia completa delle presenze e delle reti in nazionale ― Argentina | Cronologia completa delle presenze e delle reti in nazionale ― Argentina | Cronologia completa delle presenze e delle reti in nazionale ― Argentina | Cronologia completa delle presenze e delle reti in nazionale ― Argentina | Cronologia completa delle presenze e delle reti in nazionale ― Argentina | Cronologia completa delle presenze e delle reti in nazionale ― Argentina | Cronologia completa delle presenze e delle reti in nazionale ― Argentina | Cronologia completa delle presenze e delle reti in nazionale ― Argentina |
| Data                                                                     | Città                                                                    | In casa                                                                  | Risultato                                                                | Ospiti                                                                   | Competizione                                                             | Reti                                                                     | Note                                                                     |
| ------------------------------------------------------------------------ | ------------------------------------------------------------------------ | ------------------------------------------------------------------------ | ------------------------------------------------------------------------ | ------------------------------------------------------------------------ | ------------------------------------------------------------------------ | ------------------------------------------------------------------------ | ------------------------------------------------------------------------ |
| 14-10-2014                                                               | Hong Kong                                                                | Hong Kong                                                                | 0 – 7                                                                    | Argentina                                                                | Amichevole                                                               | -                                                                        | 46’                                                                      |
| 18-11-2014                                                               | Manchester                                                               | Argentina                                                                | 0 – 1                                                                    | Portogallo                                                               | Amichevole                                                               | -1                                                                       |                                                                          |
| 28-3-2015                                                                | Landover                                                                 | El Salvador                                                              | 0 – 2                                                                    | Argentina                                                                | Amichevole                                                               | -                                                                        |                                                                          |
| 7-6-2015                                                                 | San Juan                                                                 | Argentina                                                                | 5 – 0                                                                    | Bolivia                                                                  | Amichevole                                                               | -                                                                        |                                                                          |
| 8-9-2015                                                                 | Arlington                                                                | Argentina                                                                | 2 – 2                                                                    | Messico                                                                  | Amichevole                                                               | -2                                                                       |                                                                          |
| 13-6-2017                                                                | Singapore                                                                | Singapore                                                                | 0 – 6                                                                    | Argentina                                                                | Amichevole                                                               | -                                                                        |                                                                          |
| Totale                                                                   |                                                                          | Presenze                                                                 | 6                                                                        |                                                                          | Reti                                                                     | -3                                                                       |                                                                          |

## Palmarès

### Club

#### Competizioni nazionali
- Campionato messicano: 4

Tigres UANL: Apertura 2015, Apertura 2016, Apertura 2017, Clausura 2023
- Campeon de Campeones: 3

Tigres UANL: 2016, 2017, 2018

#### Competizioni internazionali
- CONCACAF Champions League: 1

Tigres UANL: 2020
- Campeones Cup: 1

Tigres UANL: 2023

### Individuale
- Miglior portiere della CONCACAF Champions League: 1

2020
- Squadra della stagione della CONCACAF Champions League: 1

2020